# Flerovi
Flerovi (phát âm như "fle-rô-vi"; tên quốc tế: flerovium), trước đây tạm gọi ununquadi (phát âm như "un-un-qua-đi"; tên quốc tế: ununquadium), nguyên tố hóa học có tính phóng xạ với ký hiệu Fl (trước đây Uuq) và số nguyên tử 114. Nguyên tố lấy tên gọi từ nhà vật lý Liên Xô Georgy Nikolayevich Flyorov (hoặc Flerov), người sáng lập ra Viện liên hiệp Nghiên cứu Hạt nhân ở Dubna, Nga, nơi khám phá ra nguyên tố này. Tên gọi được IUPAC phê chuẩn ngày 31 tháng 5 năm 2012.
Có khoảng 80 nguyên tử phân rã của flerovi đã được quan sát cho đến ngày nay, trong đó có 50 được quan sát trực tiếp và 30 từ phân rã của các nguyên tố nặng hơn livermori và ununocti. Tất cả phân rã được gán cho 4 đồng vị nằm cạnh với số khối 286-289. Đồng vị tồn tại lâu nhất là 289Fl có chu kỳ bán rã ~2,6 giây, mặc dù có dấu hiệu cho thấy đồng phân hạt nhân 289bFl, có chu kỳ bán rã lâu hơn là ~66 s, đó có thể là một trong các hạt nhân tồn tại lâu nhất trong vùng nguyên tố siêu nặng.
Các nghiên cứu về đặc điểm hóa học ban đầu chỉ ra rõ ràng rằng flerovi có các tính chất không giống 'eka'-chì và thể hiện ứng xử giống nguyên tố siêu nặng đầu tiên đặc trưng cho các tính chất giống khí hiếm do các hiệu ứng tương đối. Tuy nhiên, các thí nghiệm gần đây sử dụng một thiết lập khác chỉ ra rằng flerovi có thể thực sự có các tính chất của kim loại.